# World RX de Sudáfrica
El World RX de Sudáfrica es un evento de Rallycross en Sudáfrica válido para el Campeonato Mundial de Rallycross. La carrera se celebró por primera vez en la temporada 2017, en el Killarney Motor Racing Complex ubicado en la Ciudad del Cabo, Municipio Metropolitano de Ciudad del Cabo, Sudáfrica.

## Ganadores

### Ganadores (pilotos)
| # | Piloto               | Victorias | Años       |
| - | -------------------- | --------- | ---------- |
| 1 | Johan Kristoffersson | 2         | 2017, 2018 |
| 2 | Niclas Grönholm      | 1         | 2019       |

### Ganadores (constructores)
| # | Constructor | Victorias | Años       |
| - | ----------- | --------- | ---------- |
| 1 | Volkswagen  | 2         | 2017, 2018 |
| 2 | Hyundai     | 1         | 2019       |

### Por año
| 2017 | Timmy Hansen   | Jānis Baumanis       | Johan Kristoffersson | Timmy Hansen         | Johan Kristoffersson | Timmy Hansen   | Johan Kristoffersson |
| 2018 | Sébastien Loeb | Johan Kristoffersson | Johan Kristoffersson | Johan Kristoffersson | Johan Kristoffersson | Petter Solberg | Johan Kristoffersson |
| 2019 | Timmy Hansen   | Niclas Grönholm      | Timmy Hansen         | Niclas Grönholm      | Andreas Bakkerud     | Timmy Hansen   | Niclas Grönholm      |